# تشارلي باول
تشارلي باول (بالإنجليزية: Charlie Powell)‏ (4 أبريل 1932 بدالاس في الولايات المتحدة - 1 سبتمبر 2014 بسان دييغو في الولايات المتحدة) هو لاعب كرة قدم أمريكية وملاكم أمريكي.

## روابط خارجية
- تشارلي باول على موقع بوكس ريك (الإنجليزية) (registration required)
- تشارلي باول على موقع مرجع كرة القدم المحترفة.كوم (الإنجليزية)